# Spermacoce rotundifolia
Spermacoce rotundifolia là một loài thực vật có hoa trong họ Thiến thảo. Loài này được (Andersson) Fosberg miêu tả khoa học đầu tiên năm 1987.